# Округ Фристоун (Тексас)
Округ Фристоун (енгл. Freestone County) је округ у америчкој савезној држави Тексас. По попису из 2010. године број становника је 19.816.

## Демографија
Према попису становништва из 2010. у округу је живело 19.816 становника, што је 1.949 (10,9%) становника више него 2000. године.
| Група             | 2000.          | 2010.          |
| Белци             | 12.823 (71,8%) | 13.656 (68,9%) |
| Афроамериканци    | 3.378 (18,9%)  | 3.193 (16,1%)  |
| Азијати           | 48 (0,3%)      | 58 (0,3%)      |
| Хиспаноамериканци | 1.465 (8,2%)   | 2.694 (13,6%)  |
| Укупно            | 17.867         | 19.816         |